# Festuca vettonica
Festuca vettonica är en gräsart som beskrevs av Fuente, Ortúñez och Ferrero Lom. Festuca vettonica ingår i släktet svinglar, och familjen gräs.
Artens utbredningsområde är Spanien. Inga underarter finns listade i Catalogue of Life.